# Вопака (містечко, Вісконсин)
Вопака (англ. Waupaca) — місто (англ. town) в США, в окрузі Вопака штату Вісконсин. Населення — 1194 особи (2020).

## Демографія
Згідно з переписом 2010 року, у місті мешкали 1173 особи в 462 домогосподарствах у складі 362 родин. Було 520 помешкань
Расовий склад населення:
| - 98,0 % — білих - 0,6 % — корінних американців - 0,3 % — чорних або афроамериканців - 0,3 % — азіатів |

До двох чи більше рас належало 0,8 %. Частка іспаномовних становила 1,4 % від усіх жителів.
За віковим діапазоном населення розподілялося таким чином: 22,7 % — особи молодші 18 років, 63,1 % — особи у віці 18—64 років, 14,2 % — особи у віці 65 років та старші. Медіана віку мешканця становила 45,4 року. На 100 осіб жіночої статі у місті припадало 105,8 чоловіків;  на 100 жінок у віці від 18 років та старших — 106,6 чоловіків також старших 18 років.
Середній дохід на одне домашнє господарство  становив 87 160 доларів США (медіана — 69 625), а середній дохід на одну сім'ю — 98 709 доларів (медіана — 75 724). Медіана доходів становила 57 083 долари для чоловіків та 38 068 доларів для жінок. За межею бідності перебувало 6,4 % осіб, у тому числі 8,4 % дітей у віці до 18 років та 0,0 % осіб у віці 65 років та старших.
Цивільне працевлаштоване населення становило 729 осіб. Основні галузі зайнятості: освіта, охорона здоров'я та соціальна допомога — 26,1 %, виробництво — 24,1 %, мистецтво, розваги та відпочинок — 6,3 %, роздрібна торгівля — 5,6 %.